# كيفن زاباتا
كيفن زاباتا (بالإسبانية: Kevin Zapata)‏ هو لاعب كرة قدم مكسيكي، ولد في 22 مايو 1990 في مدينة مكسيكو في المكسيك. لعب مع أتلانتي إف سي ونادي بويبلا.

## وصلات خارجية
- كيفن زاباتا على موقع قاعدة بيانات كرة القدم.إي يو (الإنجليزية)